# Докукинская (Вологодская область)
Докукинская — деревня в Сямженском районе Вологодской области.
Входит в состав Ногинского сельского поселения, с точки зрения административно-территориального деления — в Ногинский сельсовет.
Расстояние до районного центра Сямжи по автодороге — 16 км, до центра муниципального образования Ногинской по прямой — 16 км. Ближайшие населённые пункты — Ескино, Юковская, Ширега.
По данным переписи в 2002 году постоянного населения не было.